# Валітове городище
Валітове городище — новгородська й згодом московська фортеця XV—XVIII століть. За легендою було засновано новгородцем Валітом.

## Легенда про заснування
Назва фортеці походить від імені новгородського посадника Валіта, який, згідно з переказами народів Помор'я, вперше записаними князями Г. Б. Васильчиковим і С. Г. Звенигородським в 1592 році в Колі, побудував в районі Варензького літнього погосту велику кам'яну кладку, що іменувалася «Вавилон». Також їм були засновані «загороди» в Валітовій губі і в Колі.

## Географічне розташування
Згідно з переказами Валітове городище розташовувалося в гирлі річки Вор'єма на острові.
Місце споруди вперше було описано в «старому розрядному розписі» 1570-х років, на основі якого було складено перший загальний географічний опис російських територій. У розписі зазначалося: «А від Пазу-ріки морським берегом 20 верст, впала в море річка Денга, та річка Воєма. А між ними берегом 30 верст. А між тих річок Волітово городище. А від тих річок морським берегом до вустя річки Печені 30 верст…».

## Місце в історії
У XVI столітті при територіальних суперечках з Данією існування цієї фортеці висувалося росіянами як аргумент належності прилеглої місцевості до території Російської держави.
Незабаром після воцаріння Бориса Годунова Росія і Данія продовжили старі територіальні суперечки за північні землі. У 1601 році король Кристіан IV направив до Москви своїх послів Еське-Брока і Карла Бріско, які в доказ приналежності данському королю земель Кольського півострова посилалися на історію Самсона Граматика і Мюнстерову космографію, а також стверджували, що і самі росіяни віддавна звуть Лапландію мурманською або норвезькою землею. У свою чергу, знатний дворянин І. С. Ржевський і дяк Дмитрієв — посланці царя Бориса в Копенгагені — стверджували, що спірні території належать Росії на тій підставі, що новгородський священик Ілія хрестив місцевих жителів в період правління Василя III, а на додаток приводили і переказ про Валіта, відносячи його діяльність до 1480-х років.